# Furduiești (Topánfalva)
Furduiesti falu Romániában, Erdélyben, Fehér megyében.

## Fekvése
Vârşi mellett fekvő település.

## Története
Furduieşti korában Vârşi része volt. 1956 körül vált külön településsé 319 lakossal. 1966-ban 279, 1977-ben 270, 1992-ben 96, a 2002-es népszámláláskor 155 román lakosa volt.